# Gildas Lebeurier
Gildas Lebeurier dit Gil Lebeurier, né le 22 mars 1925 à Lambézellec et mort le 2 juin 2017 à Rouen, est un résistant et militaire français. Il s'est illustré « dans toutes les guerres menées par la France entre 1940 et 1965 ».

## Biographie
Dans sa jeunesse, il forme avec des camarades de lycée, dont Émile Guéguen, le maquis de Saint-Laurent, un groupe de jeunes résistants qui mène des actions dans la région de Plourin-les-Morlaix. Il rejoint par la suite les Forces françaises de l'intérieur (FFI) de Plouégat-Guérand. Il participe à la libération de Morlaix en août 1944, puis à des combats vers Lorient en 1945. Intégré au 118e régiment d'infanterie, il s'engage par la suite dans les parachutistes.
Il participe à la guerre d'Indochine au sein du 2e BCCP (2e Bataillon colonial de commandos parachutistes) puis à la guerre de Corée avec le bataillon français de l'ONU. Après une charge à la baïonnette avec ses hommes à Wonju — réputée comme la dernière charge de ce type par des combattants français —, il est décoré de la prestigieuse Silver Star américaine,.
Il participe à l'expédition liée à la crise du canal de Suez en octobre 1956 puis à la guerre d'Algérie.
Il dirige à partie de 1960 les nageurs de combat de Saint-Mandrier-sur-Mer. Les tensions liées à « l'affaire algérienne » l'empêchent de poursuivre après 1962 cette aventure.
Proche de Jean Mauricheau-Beaupré, il finit sa carrière en Afrique, comme conseiller en sécurité pour les gouvernements de Félix Houphouët-Boigny et d'Omar Bongo, et participe à la guerre du Biafra.
Il est blessé de nombreuses fois au combat. Il est Grand Officier de la Légion d'Honneur en 2005, et titulaire de nombreuses décorations dont la Croix de guerre 1939-1945 (2 citations), la Croix de guerre des Théâtres d'opérations extérieurs (11 citations), la Croix de la Valeur militaire et la médaille des blessés de guerre. Un site d'entraînement pour parachutistes au combat en zone urbaine est nommé en son honneur à Saint-Pierre.